# San Juan Bautista Tuxtepec

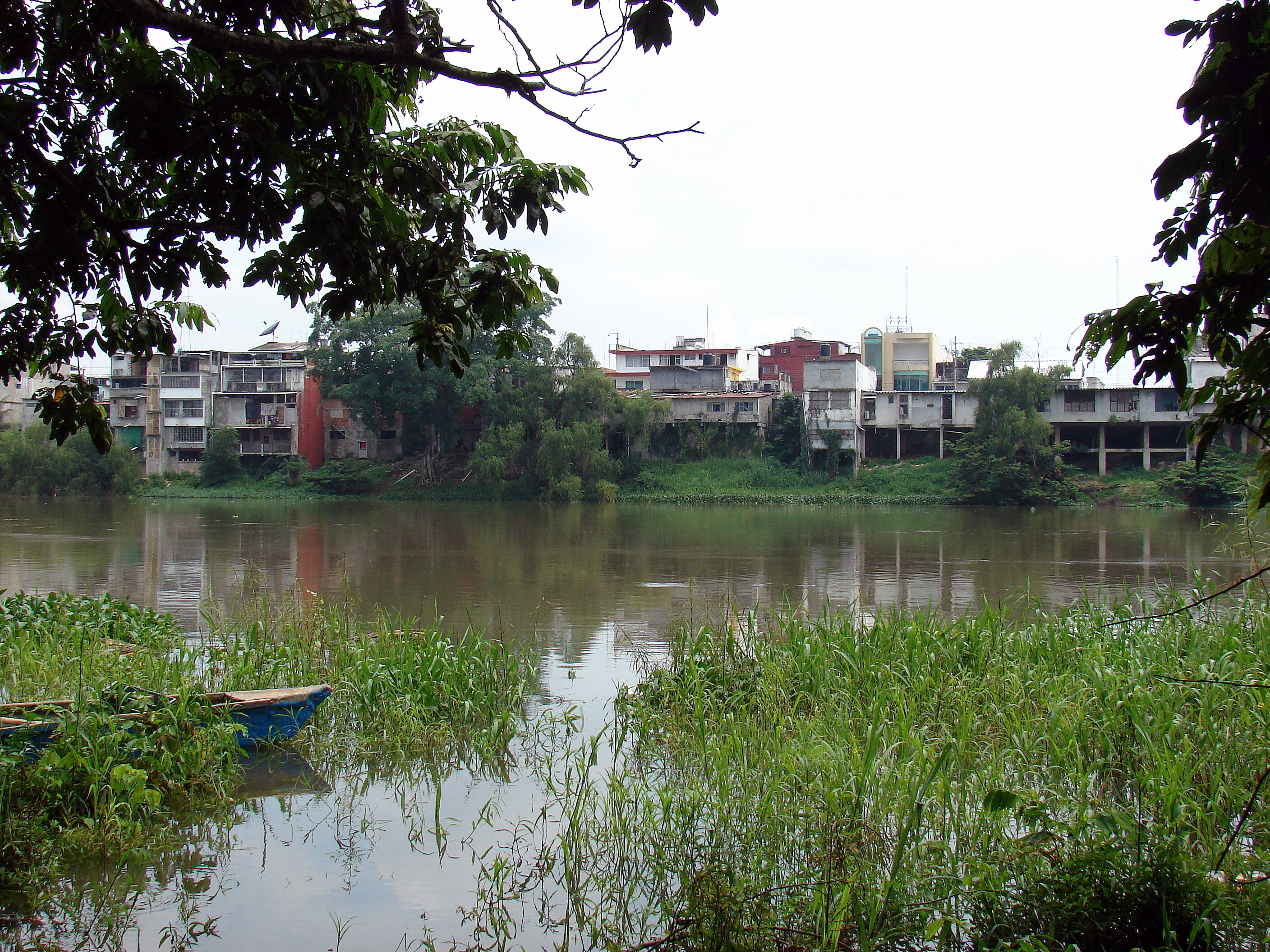
Hus vid floden Papaloapan

San Juan Bautista Tuxtepec är en stad i södra Mexiko, och är den näst största staden i delstaten Oaxaca. Staden har 95 862 invånare (2007), med totalt 147 166 invånare (2007) i hela kommunen på en yta av 934 km².